# Felton (Delaware)
Felton – miasto w Stanach Zjednoczonych, w stanie Delaware, w hrabstwie Kent.